# Ornithothoraces

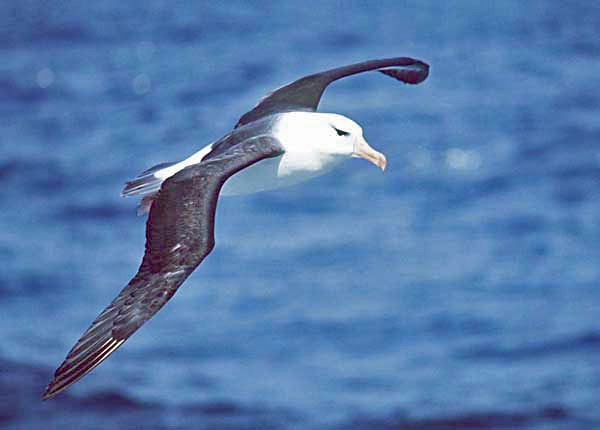
Wenkbrauwalbatros

De Ornithothoraces zijn een groep vogels.
De naam werd voor het eerst gebruikt in een cladogram in 1994 gegeven door Chiappe. In 1995 volgde de eerste definitie als klade: de groep bestaande uit de laatste gemeenschappelijke voorouder van Iberomesornis en de Neornithes en al zijn afstammelingen. In 1996 verklaarde Chiappe dat deze naam in de plaats kwam van Ornithopectae omdat hij de afleiding van deze laatste naam incorrect achtte. Paul Sereno gaf in 1998 een andere definitie, die er substantieel wellicht niet van verschilt: de groep bestaande uit de laatste gemeenschappelijke voorouder van Sinornis en de Neornithes en al zijn afstammelingen. De keuze op Sinornis was gebaseerd op het feit dat Iberomesornis nog slecht bekend is. In 2005 gaf hij een exacte definitie: de laatste gemeenschappelijke voorouder van Sinornis santensis en de huismus Passer domesticus en al zijn afstammelingen. 
De groep stamt uit het Vroege Krijt. De naam, "vogelborstkassen", verwijst naar de kenmerkende synapomorfie dat men over een groot gekield borstbeen beschikt met een katrolmechanisme voor een snelle vleugelopslag, een aanpassing om van de grond te kunnen opstijgen zonder lange aanloop. Alle moderne vogels behoren tot de groep, alsmede de Enantiornithes.